# Strangalia gerdiana
Strangalia gerdiana là một loài bọ cánh cứng trong họ Cerambycidae.